# Crayon Shin-chan
Crayon Shin-chan (クレヨンしんちゃん) japansk manga och anime-serie skriven av Yoshito Usui. Huvudpersonen är den 5-årige Shinnosuke Nohara, som ständigt ställer till besvär för sin familj bestående av affärsmannen Hiroshi, hemmafrun Misae och Shin-chans lillasyster Himawari. Serien kretsar kring typiskt japanska företeelser och Shin-chans ofta upprörande beteende och bristande språkfärdigheter. Crayon Shin-chan är ett av de största barnprogrammen i Japan och är även populärt i Kina, Indonesien, Sydkorea och Spanien. Den finns även dubbad till engelska och tyska.